# Institut Ruđer Bošković
Institut „Ruđer Bošković“ (IRB) u Zagrebu najveći je istraživački institut iz područja prirodnih znanosti i tehnologija na području Republike Hrvatske. Institut je multidisciplinarnog karaktera i zapošljava više od 500 znanstvenika i studenata s područja eksperimentalne i teorijske fizike, fizike i kemije materijala, organske i fizičke kemije, biokemije, molekularne biologije, medicine, istraživanja mora i okoliša, računarstva i elektronike.

## Povijest
Osnovan je 1950. kao institut za znanstvena istraživanja iz područja atomske fizike. Ime instituta predložio je jedan od osnivača – fizičar Ivan Supek – u počast poznatome znanstvenome vizionaru, hrvatskome fizičaru Ruđeru Boškoviću. U okviru Europske unije, IRB je dio Europskog istraživačkog područja (European Research Area). IRB surađuje s mnogim institutima i sveučilištima u svijetu, s kojima dijeli zajedničke vrijednosti i vizije.

## Ustroj

### Zavodi
- Zavod za teorijsku fiziku
- Zavod za eksperimentalnu fiziku
- Zavod za fiziku materijala
- Zavod za elektroniku
- Zavod za fizičku kemiju
- Zavod za organsku kemiju i biokemiju
- Zavod za kemiju materijala
- Zavod za molekularnu biologiju
- Zavod za molekularnu medicinu
- Centar za istraživanje mora
- Zavod za istraživanje mora i okoliša

### Zajedničke jedinice za znanstvenu potporu
- Centar za znanstvene informacije
- Centar za nuklearnu magnetsku rezonanciju
- Centar za informatiku i računarstvo
- Centar za detektore, senzore i elektroniku

## Vanjske poveznice
Mrežna mjesta
- Službene stranice
- Institut Ruđer Bošković na Facebooku
- Institut Ruđer Bošković na Twitteru
- Institut Ruđer Bošković  Arhivirana inačica izvorne stranice od 3. veljače 2016. (Wayback Machine) na Linkedinu
- Institut Ruđer Bošković na Vimeu